# Jakob Feucht
Jakob Feucht (* 1540 in Pfullendorf; † 26. April 1580 in Bamberg) war ein deutscher römisch-katholischer Theologe, Hochschullehrer, Titularbischof von Athyra und Weihbischof in Bamberg.

## Leben
Jakob Feucht studierte in Freiburg Theologie, wurde 1563 in Konstanz zum Priester geweiht und in der Pfarrei Altdorf (Greding) eingesetzt. Im April 1567 immatrikulierte er an der Universität Ingolstadt zum Studium der Theologie und Philosophie, wo er 1571 Rektor wurde.
Am 6. November 1571 erhielt er nach dem Tode des Weihbischofs Friedrich Lichtenauer auf Empfehlung des Dompropstes Marquard vom Berg vom Bischof Veit II. die Ernennung zum Bamberger Suffraganbischof. Mit dem Eid auf das tridentinische Glaubensbekenntnis erhielt Feucht die Pfarrei St. Martin in Bamberg und jährlich 200 Dukaten. Zur Bestätigung durch den Papst reiste er nach Rom, wobei ihm Papst Gregor XIII. am 25. Mai 1572 ein Jahreseinkommen von 25 fl. zusicherte. Vom Papst am 16. Juni 1572 zum Titularbischof von Athyra ernannt, empfing Feucht am 22. Juni in Rom durch Otto Kardinal Truchsess von Waldburg die Bischofsweihe. Von Gregor XIII. erhielt er am 10. Dezember 1575 die Erlaubnis, Klerikern aus Bamberg und auch aus anderen Diözesen, so vor allem aus Halberstadt, wo  weder ein geweihter Bischof noch ein Weihbischof amtierte, die Niederen Weihen zu erteilen.
Bei der Bestattung des Bischofs Veit II. am 11. Juli 1577 im Bamberger Dom nahm Feucht die Aussegnung vor und hielt die Leichenrede.
Am 5. August 1577 promovierte der Magister Artium in Ingolstadt zum Dr. Theol. Im selben Jahr wurde er Kanoniker in Halberstadt und im Kollegiatstift St. Stephan in Bamberg. Feucht war Unterstützer der Reformbewegungen, setzte sich durch Wort und Schrift für die Verteidigung der alten Lehre ein und trieb die Maßnahmen tatkräftig an. Dies führte zu Konflikten mit dem Domkapitel, das den Rekatholisierungsbestrebungen kritisch gegenüber stand.

## Weihehandlungen
- Dezember 1575 Erteilung der Niederen Weihen für Kleriker aus Bamberg und der Diözese Halberstadt
- 21. Dezember 1577 Weihe des späteren Kurfürsten Ernst von Mengersdorf zum Subdiakon
- 1573 Aussegnung Kardinal Otto Kardinal Truchseß von Waldburg
- 1575 Co-Konsekrator bei der Weihe des Bischofs Julius Echter von Mespelbrunn
- 1576 Bischofsweihe Marquard vom Berg

## Sonstiges
Feucht war, wie einige Kleriker zu dieser Zeit,  nicht frei vom zeitgenössischen  Hexenwahn. Der Weihbischof Friedrich Förner war dabei eine Schlüsselfigur.

## Auszeichnungen
- Kaiserlicher Rat